# 西川秋次
西川 秋次（にしかわ あきじ、1881年12月2日 - 1963年9月13日）は豊田佐吉の片腕として豊田紡織廠の設立及び経営に活躍した人物である。秋次は失意の豊田佐吉の渡米にひとり同行し、アメリカ滞在を支えた。
秋次は佐吉の夢であった海外への進出に大きな働きをした。中国・上海に工場設立後は佐吉に代わり事実上の責任者として豊田紡織廠（とよだぼうしょくしょう）の経営に携わった。佐吉没後も、中国に留まり、佐吉の夢の実現に努力した。
また、秋次は豊田喜一郎が自動車への進出を決めた際には、全面的に中国から支援することを申し出た。1945年（昭和20年）の終戦の後も国民政府の要請で中国に残り、戦後の復興に尽力する。晩年、西秋奨学会を創設した。

## 経歴・人物

### 生い立ち
西川秋次は1881年（明治14年）12月2日に、父西川重吉、母すみの次男として愛知県渥美郡二川町三ツ家で生まれた。西川家は父の重吉が家業として織布業を始めた。彼が生まれた三ツ家はかつて家が三軒だけあったことから名付けられたという話が残る。その様に、あまり大きな集落ではなかった。現在は豊橋市二川町となっている。秋次は子供の頃から勉強が良くでき、この近隣では神童と呼ばれた。また、彼は色白の大人しい子供であった。高等小学校を卒業する時、親に負担を掛けないようにと、官費で行くことができる愛知県第一師範学校を選択した。
秋次が入学した1900年（明治33年）には愛知県第一師範学校は名古屋市東区東芳野町にあった。西川家は佐吉の妻浅子とは秋次の兄米太郎を通じて遠い縁戚関係にあった。そのため、秋次は時々佐吉夫婦の自宅兼工場を訪ねた。その折、佐吉から「俺のところで働かないか」という話があった。その当時、師範学校は卒業すれば若くして校長になることが約束されているエリートであった。
秋次は佐吉の魅力に惹かれたのか、佐吉のこの誘いに乗るのである。官費の師範学校は最低2年間の教職が義務付けられていた。これを終えて、佐吉の元へ行くと、「もう少し勉強するように」と言われた。彼が進学したのは東京蔵前にあった東京高等工業学校（現：東京工業大学）であった。佐吉にとっての弱点の一つは学問がなかったことである。これからの織機の発明と企業経営には秋次の能力が必要であったのである。

### 佐吉と渡米

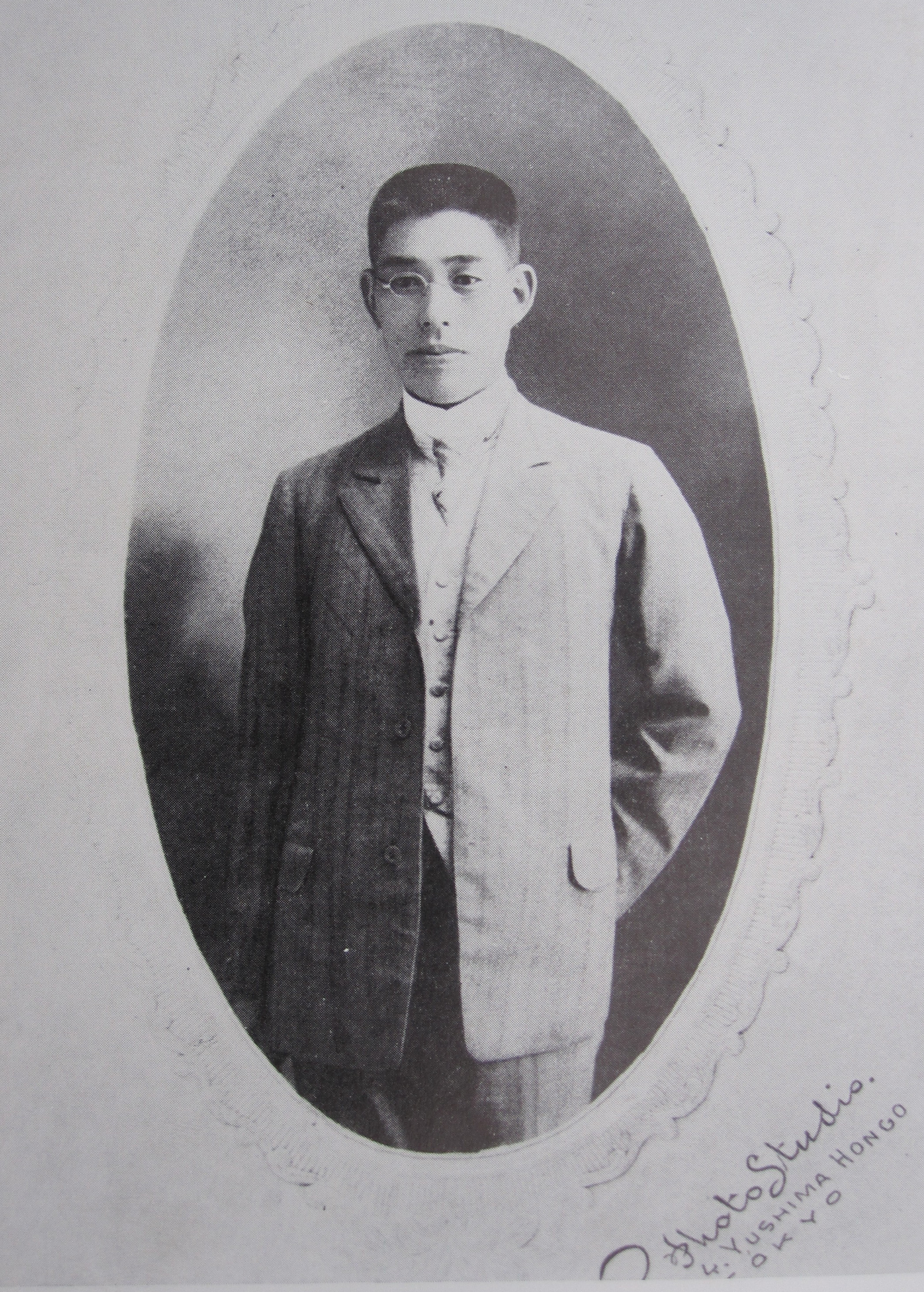
青年時代の西川秋次

1906年（明治39年）12月、豊田佐吉を常務取締役に迎えて豊田式織機株式会社が設立された。だが、発明を重視する佐吉と経営を優先させる重役陣の対立が深まり、4年足らずで佐吉は事実上解任されてしまった。佐吉の落胆は大きかった。彼は日本に失望しアメリカでの永住も考え、渡米することを決心した。
1910年（明治43年）5月8日、佐吉は秋次を伴い、日本郵船の因幡丸で海を渡った。佐吉と秋次はアメリカ大陸を西から東へと横断した。佐吉はアメリカ各地で織機を見て回った。彼の頭から織機のことが離れることはなかったのである。日本を離れた時の意気消沈した思いとは違い、佐吉が発明した織機はアメリカの織機より優れていると彼は確信し始めた。
また、ニューヨークで高峰譲吉に会い、元気付けられたことでもう一度やり直そうと考えた。佐吉は帰国する決断をした。欧州を回って、1911年（明治44年）1月1日、佐吉は下関に帰国した。
だが、秋次は一緒ではなかった。秋次は佐吉からアメリカの特許や産業の事情について調べるという任務を課せられ、アメリカに残ったのである。三井物産の支援を受けながら懸命に佐吉の指示を果たし続けた。実際には佐吉と秋次の渡米に関しては三井物産が陰から支えていたのである。秋次のアメリカ滞在は1912年（大正元年）10月までの二年五ヶ月に及んだ。帰国後、秋次は豊田自働織布工場（現：トヨタ紡織）で働き始めた。

### 結婚
秋次はアメリカ滞在中に満30歳（数え32歳）になった。佐吉は秋次に妻を持たせなければと、秋次が帰国する前から考えていた。だが、佐吉という男は発明以外の世事に疎く、結婚話をまとめるというようなことは不得手であった。そのため無二の友である石川藤八 (7代目)に相談した。実際に縁談をまとめたのは藤八の妻しげと佐吉の妻浅子であった。
藤八家の隣に遠縁にあたる石川又四郎家があった。又四郎と妻こうの間に田津（たつ）という娘がいた。田津は1892年（明治25年）生まれの満20歳（数え21歳）であった。彼女は器量も良く、愛知県立第一高等女学校（現：愛知県立明和高等学校）出の才媛で秋次に似合いであった。話はとんとん拍子に進み、わずかの期間で結婚話はまとまった。結婚式は1913年（大正2年）に豊田自働織布工場（現：トヨタ紡織）の中で挙げられた。仲人は7代目石川藤八夫妻がつとめた。
結婚生活は佐吉夫婦と同じ工場内であった。そして、式の翌日から秋次は働いた。それ程この頃の豊田家の実情は厳しかった。だが、秋次夫婦は佐吉夫妻の優しさに支えられて頑張ることができた。佐吉は晩年病気がちになった時、しばしば長塀町の邸から主税町の西川家へ出掛けた。その折、佐吉は「お田津さのところへ行ってくる」と言って出掛けた。

### 上海時代
1918年（大正7年）10月、佐吉は単身上海に渡航した。中国大陸への工場進出を実現するための調査であった。ほとんどの社員が中国進出に反対であった。だが、最後は弟平吉が社員達を、佐吉の意志を尊重するという結論に導いた。
佐吉は翌1919年（大正8年）に秋次を伴い再び中国に渡航、上海に滞在した。秋次の東京高等工業学校紡織科時代の同級生で三井物産上海支店に勤務していた古市勉の親身な働きもあり工場建設までこぎつけた。1921年（大正10年）11月には正式に上海市極司非而路（ジェスフィールド・現 万航路）に豊田紡織廠が設立された。
秋次はこれ以後1949年（昭和24年）まで、最初の渡航から数えれば約30年に渡り、上海が生活の中心であった。豊田紡織廠の社長は豊田佐吉であり、没後は豊田利三郎、豊田喜一郎であった。だが、彼ら豊田の経営陣トップはほとんど日本国内にいた。そのため、豊田紡織廠における製造や経営の決定は、ほぼ秋次に委ねられた。
トヨタ（豊田）は紡織廠以外に中国国内に自動車販売会社、ゴム製品の製造会社等多くの会社を設立した。だが、大部分が豊田紡織廠同様、実質的には秋次によって経営された。また、現地の商工会議所や日本と中国との架け橋となる多くの役職を引き受け、会社の事務所は一部大使館的な働きも果たした。
特に1945年（昭和20年）8月の日本の敗戦以後は、国民政府との窓口的役割も担った。国民政府より、戦後の中国の復興を手助けしてほしいという要請を受け、秋次は中国紡織機器製造公司最高顧問に就任した。1949年（昭和24年）に入り、国共内戦で国民政府が敗走するまで秋次は与えられた任務をやり遂げた。これは大大将豊田佐吉の夢の実現を最後まで果たそうという気持ちを持ち続けたということである。工場は同年に成立した中華人民共和国に接収されることとなった。

### 亀崎別邸

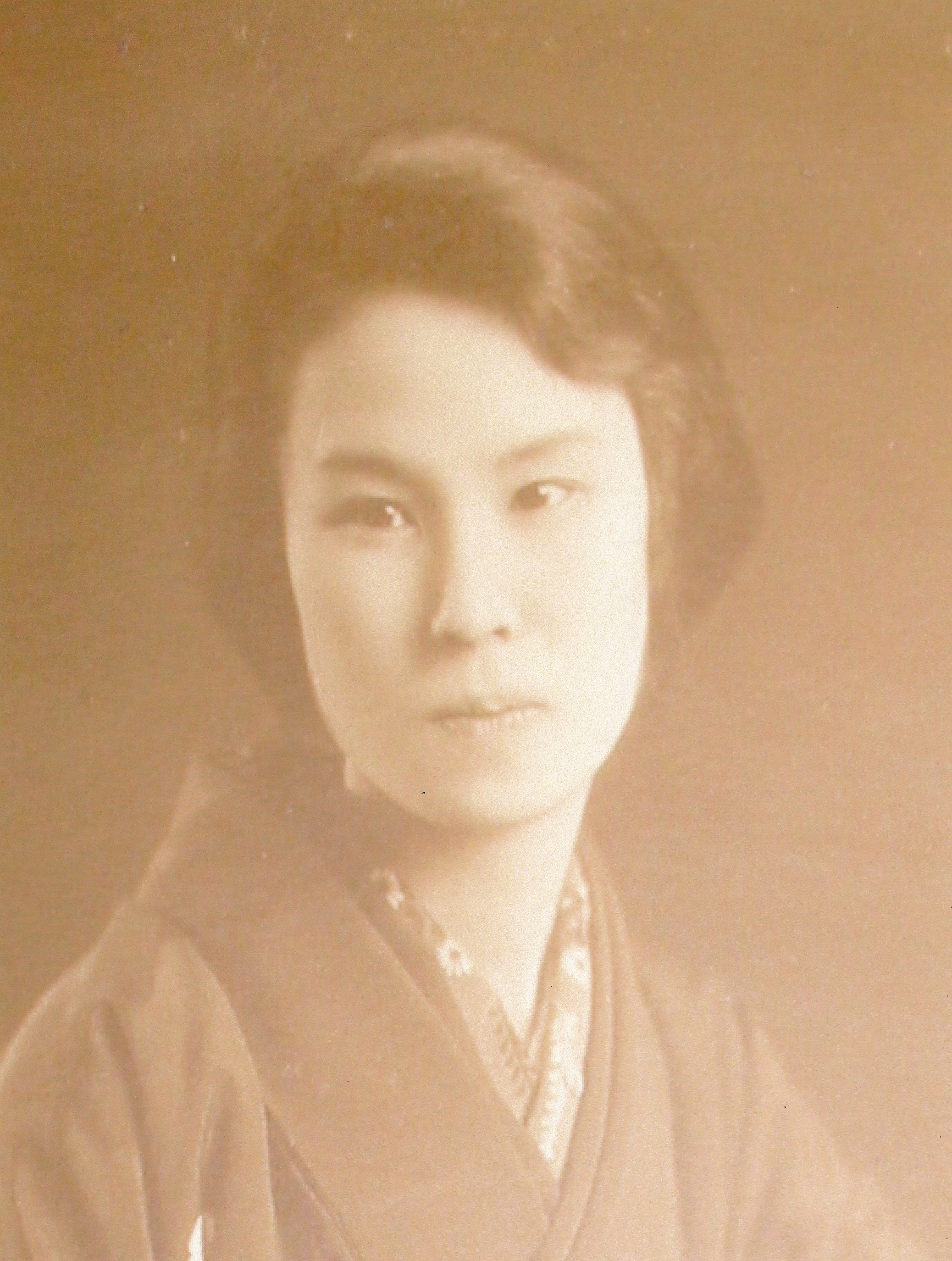
西川秋次夫人 田津

1949年（昭和24年）3月、秋次はアメリカのプレジデント・ウィルソン号で横浜へ帰ってきた。港へは秋次の労をねぎらうため、豊田利三郎と豊田喜一郎が出迎えにきていた。秋次は先に帰国していた妻の田津が住む半田市亀崎町の別邸に向かった。
この別邸は1936年（昭和11年）に田津の希望を入れて別荘風に造られたものであった。秋次夫妻の邸は名古屋市東区主税町にあった。この邸は児玉一造、豊田利三郎の弟児玉桂三が愛知県立愛知医科大学（現：名古屋大学）の教授時代に建てたものである。桂三が名古屋を離れたため、秋次がその土地建物を譲ってもらったのである。そのためか、妻の田津は自分の希望を入れて建てられた亀崎の別邸のほうを気に入っていた。隣町の乙川に田津の実家の石川家があったことも理由だったかもしれない。
この亀崎の別邸はこの辺りでは最も高いところに建てられていた。また、当時は周りにほとんど家がなかったので、庭からは三河湾がよく見えた。
秋次は当初、名古屋の日新通商（現 豊田通商）へ出社するのに自動車を使っていた。しかし、まだこの時代、道路状況はかなり悪くかえって疲れてしまうことが多かった。そのため、武豊線で通うようになった。その後、通勤時間を考えて2年間住んだ亀崎から名古屋の邸に移った。

### 奨学会
秋次は八十歳を前にして甥の石川一生を呼んだ。「佐吉翁は電池の発明のために百万円を寄付した。私も自分の力だけでできる奨学会をつくりたい。すぐ、具体化の研究をしてほしい」と頼んだ。秋次は経済的な理由で、向学心がありながら勉学を断念せざるをえない人のために、奨学金を出したいと考えた。

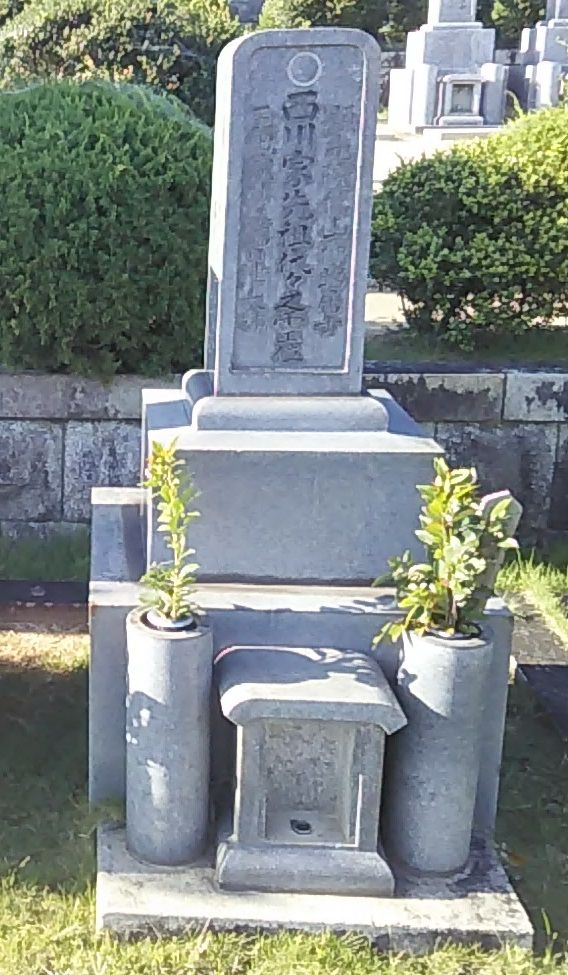
西川秋次の墓(覚王山日泰寺)

1960年（昭和35年）11月9日、文部大臣より「財団法人西秋奨学会」の設立が認可された。理事長には妻の西川田津が就任した。以来、多くの高校生、大学生が奨学金を受けた。また、大きな特徴として西川秋次が活躍した中国にちなみ、中国人留学生のための支給枠が設けられた。近年は研究者にも研究助成がなされている。
西秋奨学会は、2003年（平成16年）10月1日、豊田信吉郎（豊田佐吉の孫）の未亡人豊田江美寄贈の資産と統合し、新たに「財団法人豊秋奨学会」を設立し名称を変更した。2013年の給付時点で1400人を越す学生、研究者に奨学金]を支給した。
生前、秋次の希望した意志が今もしっかりと後世に受け継がれている。

## 年譜
- 1881年（明治14年）12月2日、愛知県渥美郡二川町三ツ家で重吉の次男として誕生[1][要ページ番号]
- 1896年（明治29年）3月、渥美郡二川尋常小学校卒業
- 1900年（明治33年）3月、渥美郡細谷高等小学校卒業
- 1900年（明治33年）4月、愛知県第一師範学校入学
- 1904年（明治37年）3月、愛知県第一師範学校卒業
- 1904年（明治37年）4月、教師奉職、2年間
- 1906年（明治39年）4月、東京高等工業学校（現：東京工業大学）紡織科入学。東京市本郷区金助町に寄宿
- 1909年（明治42年）7月、東京高等工業学校（現：東京工業大学）紡織科卒業
- 1910年（明治43年）5月8日、豊田佐吉に随行して渡米
- 1911年（明治44年）1月、豊田佐吉は帰国、秋次は単身米国に滞在
- 1912年（大正元年）10月、帰国、豊田自働織布工場（現：トヨタ紡織）入社
- 1913年（大正 2年）、知多郡乙川村石川又四郎二女田津と結婚
- 1918年（大正 7年）1月、豊田紡織（現：トヨタ紡織）株式会社の取締役に就任
- 1919年（大正 8年）2月、豊田佐吉に随行、上海に渡る
- 1921年（大正10年）10月、豊田紡織廠設立、常務取締役に就任
- 1925年（大正14年）2月16日、豊田紡織廠にて暴動、7名負傷。内1名死亡
- 1926年（大正15年）11月、株式会社豊田自動織機製作所取締役に就任
- 1930年（昭和 5年）11月、豊田紡織廠専務取締役就任
- 1937年（昭和12年）8月、トヨタ自動車工業監査役に就任
- 1946年（昭和21年）1月、上海日本人技術者協会委員長就任
- 1946年（昭和21年）5月、中国紡織機器製造公司最高顧問就任
- 1946年（昭和21年）7月、上海残留日僑互助会理事長就任
- 1947年（昭和22年）10月、田津夫人、上海より帰国
- 1949年（昭和24年）3月7日、日本へ帰国。西川夫妻、亀崎別邸に住む
- 1950年（昭和25年）8月、日新通商（現：豊田通商）監査役就任
- 1957年（昭和32年）5月、豊田自動織機製作所監査役就任
- 1960年（昭和35年）11月9日、西秋奨学会設立（2004年に豊田紡織株式会社保管の資産と合流し豊秋奨学会に名称変更）
- 1963年（昭和38年）9月13日、逝去、享年83。墓所は覚王山日泰寺。

## 家族
- 妻： 西川田津（石川たつ） - 西秋奨学会理事長
- 養嗣子： 西川昌雄（原田） - 名古屋ゴム（現：豊田合成）
- 養女： 西川不二子（石川） - 元豊秋奨学会理事長
- 孫の夫： 山本克忠 - 現豊秋奨学会理事長
- 孫： 山本幸江
- 曽孫： 西川憲一郎 - 前豊秋奨学会理事長、豊田通商